# 比莱尼亚
比莱尼亚，是西班牙卡斯蒂利亚-莱昂布尔戈斯省的一个市镇。总面积6平方公里，总人口36人（2001年），人口密度6人/平方公里。